# آلبرت هرمنس
آلبرت هرمنس (انگلیسی: Albert Heremans؛ ۱۳ آوریل ۱۹۰۶ – ۱۵ دسامبر ۱۹۹۷) یک بازیکن فوتبال اهل بلژیک بود.
وی همچنین در تیم ملی فوتبال بلژیک بازی کرده است.